# Archiwum Karla Dedeciusa w Słubicach

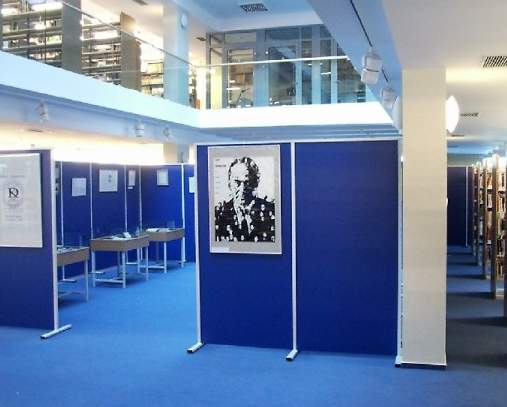
Archiwum Karla Dedeciusa

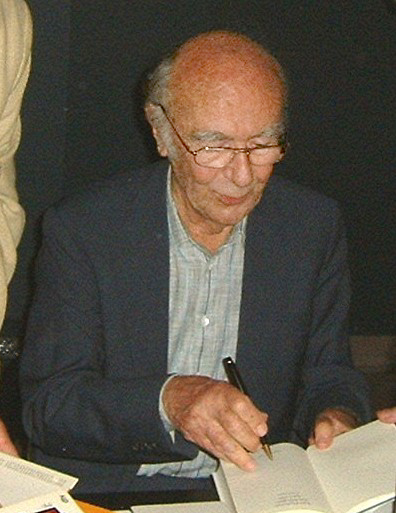
Karl Dedecius na Targach Książki we Frankfurcie nad Menem, 2006

Archiwum Karla Dedeciusa w Słubicach – prywatne archiwum Karla Dedeciusa, mieszczące się w gmachu Biblioteki Collegium Polonicum przy ul. Kościuszki 1 w Słubicach.
15 lipca 2001 tłumacz literatury polskiej na język niemiecki, pochodzący ze spolonizowanej rodziny Niemców Karl Dedecius uroczyście przekazał swoje prywatne archiwum Europejskiemu Uniwersytetowi Viadrina we Frankfurcie nad Odrą.
Władze uczelni postanowiły zaś udostępnić wszystkie zbiory w budynku Biblioteki Collegium Polonicum w Słubicach.
Otwarcie archiwum odbyło się w ramach obchodów 10-lecia odnowienia Alma Mater Viadrina, istniejącej już wcześniej w latach 1506-1811.
W archiwum Dedeciusa znalazło się 150 skoroszytów z listami od polskich i niemieckich pisarzy, przedstawicieli redakcji i uczelni. Są również notatki i projekty tłumacza, a także medale, dyplomy i wyróżnienia za wkład Dedeciusa za wkład w niemiecko-polskie pojednanie. Zbiory literatury to 500 tomów, wśród nich liczne wydania z autografami i dedykacjami.